# Dundas Shire
Koordinaten: 32° 11′ S, 121° 46′ O

Das Shire of Dundas ist ein lokales Verwaltungsgebiet (LGA) im australischen Bundesstaat Western Australia. Das Gebiet ist 93.179 km² groß und hat etwa 800 Einwohner (2016).
Dundas liegt im Südosten des Staates an der australischen Südküste etwa 560 bis 1250 Kilometer östlich der Hauptstadt Perth und grenzt an South Australia. Der Sitz des Shire Councils befindet sich in der Ortschaft Norseman, wo nicht ganz 600 Einwohner leben (2016).

## Verwaltung
Der Dundas Council hat sieben Mitglieder. Sie werden von allen Bewohnern des Shires gewählt. Dundas ist nicht in Bezirke unterteilt. Aus dem Kreis der Councillor rekrutiert sich auch der Vorsitzende des Councils (Shire President).

### Ortschaften
- Norseman
- Balladonia
- Caiguna
- Cocklebiddy
- Dundas
- Eucla
- Madura
- Mundrabilla
- Princess Royal